# Équipe de Belgique de football en 1987
Maillots
Chronologie
Saison précédente Saison suivante
L'équipe de Belgique de football dispute en 1987 les éliminatoires du Championnat d'Europe 1988 en Allemagne de l'Ouest.

## Objectifs
Le seul objectif de la saison pour la Belgique est de tenter de se qualifier pour l'Euro 1988 en Allemagne de l'Ouest.

## Résumé de la saison
Quelques mois après le mondial mexicain, débutent les éliminatoires de l'Euro 1988. La Belgique tient son rang jusqu'à deux défaites (2-0) en fin de campagne, en Bulgarie et en Écosse, qui la privent d'une nouvelle participation au championnat d'Europe. L'équipe se lance ensuite dans les qualifications pour la Coupe du monde 1990 et termine en tête de son groupe avec quatre victoires et quatre partages. En phase finale, les Diables Rouges enlèvent deux victoires sur la Corée du Sud (2-0) et l'Uruguay (3-1) puis concèdent une défaite sans conséquence face à l'Espagne (1-2). En huitième de finale face à l'Angleterre, ils dominent largement et se créent plusieurs occasions franches mais, sans réussite, sont finalement éliminés sur un but inscrit à une minute de la fin de la prolongation par David Platt (0-1),.

## Bilan de l'année
L'objectif est manqué, la Belgique tient son rang jusqu'à deux défaites (2-0) en fin de campagne, en Bulgarie et en Écosse, qui la privent d'une qualification au championnat d'Europe après deux participations consécutives.

### Championnat d'Europe 1988

#### Éliminatoires (Groupe 7)
| Rang | Équipe               | Pts | J | G | N | P | Bp | Bc | Diff |  | Résultats (▼ dom., ► ext.) |     |     |     |     |     |
| ---- | -------------------- | --- | - | - | - | - | -- | -- | ---- |  | -------------------------- | --- | --- | --- | --- | --- |
| 1    | République d'Irlande | 11  | 8 | 4 | 3 | 1 | 10 | 5  | +5   |  | République d'Irlande       |     | 2-0 | 0-0 | 0-0 | 2-1 |
| 2    | Bulgarie             | 10  | 8 | 4 | 2 | 2 | 12 | 6  | +6   |  | Bulgarie                   | 2-1 |     | 2-0 | 0-1 | 3-0 |
| 3    | Belgique             | 9   | 8 | 3 | 3 | 2 | 16 | 8  | +8   |  | Belgique                   | 2-2 | 1-1 |     | 4-1 | 3-0 |
| 4    | Écosse               | 9   | 8 | 3 | 3 | 2 | 7  | 5  | +2   |  | Écosse                     | 0-1 | 0-0 | 2-0 |     | 3-0 |
| 5    | Luxembourg           | 1   | 8 | 0 | 1 | 7 | 2  | 23 | -21  |  | Luxembourg                 | 0-2 | 1-4 | 0-6 | 0-0 |     |

- Sélection qualifiée pour l'Euro 1988

## Les matchs
| Match amical                                                    | Portugal   | 1 - 0   | Belgique | Estádio 1º de Maio (en) Braga, Portugal      |                                              |
| 4 février 1987 · 20:00 heure locale · Historique des rencontres | Frasco 45e | (1 – 0) |          | Spectateurs : 9 000 Arbitrage : Joël Quiniou | Spectateurs : 9 000 Arbitrage : Joël Quiniou |
| 4 février 1987 · 20:00 heure locale · Historique des rencontres | Rapport    |         |          | Spectateurs : 9 000 Arbitrage : Joël Quiniou | Spectateurs : 9 000 Arbitrage : Joël Quiniou |

| Championnat d'Europe 1988 Éliminatoires - Groupe 7              | Belgique                              | 4 - 1   | Écosse     | Stade Constant Vanden Stock Anderlecht, Belgique |                                                 |
| 1er avril 1987 · 20:00 heure locale · Historique des rencontres | Claesen 10e 55e 86e · Vercauteren 75e | (1 – 1) | McStay 14e | Spectateurs : 26 650 Arbitrage : Michel Vautrot  | Spectateurs : 26 650 Arbitrage : Michel Vautrot |
| 1er avril 1987 · 20:00 heure locale · Historique des rencontres | Rapport                               |         |            | Spectateurs : 26 650 Arbitrage : Michel Vautrot  | Spectateurs : 26 650 Arbitrage : Michel Vautrot |

| Championnat d'Europe 1988 Éliminatoires - Groupe 7             | République d'Irlande | 0 - 0   | Belgique | Lansdowne Road Dublin, Irlande                       |                                                      |
| 29 avril 1987 · 18:15 heure locale · Historique des rencontres |                      | (0 – 0) |          | Spectateurs : 44 500 Arbitrage : Heinz Holzmann (hu) | Spectateurs : 44 500 Arbitrage : Heinz Holzmann (hu) |
| 29 avril 1987 · 18:15 heure locale · Historique des rencontres | Rapport              |         |          | Spectateurs : 44 500 Arbitrage : Heinz Holzmann (hu) | Spectateurs : 44 500 Arbitrage : Heinz Holzmann (hu) |

| Match amical                                                      | Pays-Bas | 0 - 0   | Belgique | Stade Feijenoord Rotterdam, Pays-Bas                 |                                                      |
| 9 septembre 1987 · 20:30 heure locale · Historique des rencontres |          | (0 – 0) |          | Spectateurs : 30 311 Arbitrage : Rolf Blattmann (hu) | Spectateurs : 30 311 Arbitrage : Rolf Blattmann (hu) |
| 9 septembre 1987 · 20:30 heure locale · Historique des rencontres | Rapport  |         |          | Spectateurs : 30 311 Arbitrage : Rolf Blattmann (hu) | Spectateurs : 30 311 Arbitrage : Rolf Blattmann (hu) |

| Championnat d'Europe 1988 Éliminatoires - Groupe 7                 | Bulgarie                     | 2 - 0   | Belgique | Stade national Vassil-Levski Sofia, Bulgarie           |                                                        |
| 23 septembre 1987 · 18:00 heure locale · Historique des rencontres | Sirakov 19e · Tanev (en) 70e | (1 – 0) |          | Spectateurs : 51 000 Arbitrage : Karl-Heinz Tritschler | Spectateurs : 51 000 Arbitrage : Karl-Heinz Tritschler |
| 23 septembre 1987 · 18:00 heure locale · Historique des rencontres | Rapport                      |         |          | Spectateurs : 51 000 Arbitrage : Karl-Heinz Tritschler | Spectateurs : 51 000 Arbitrage : Karl-Heinz Tritschler |

| Championnat d'Europe 1988 Éliminatoires - Groupe 7               | Écosse                   | 2 - 0   | Belgique | Hampden Park Glasgow, Écosse                   |                                                |
| 14 octobre 1987 · 20:00 heure locale · Historique des rencontres | McCoist 13e · McStay 79e | (1 – 0) |          | Spectateurs : 16 052 Arbitrage : Paolo Casarin | Spectateurs : 16 052 Arbitrage : Paolo Casarin |
| 14 octobre 1987 · 20:00 heure locale · Historique des rencontres | Rapport                  |         |          | Spectateurs : 16 052 Arbitrage : Paolo Casarin | Spectateurs : 16 052 Arbitrage : Paolo Casarin |

| Championnat d'Europe 1988 Éliminatoires - Groupe 7                | Belgique                                | 3 - 0   | Luxembourg | Stade du Heysel Laeken, Belgique                  |                                                   |
| 11 novembre 1987 · 15:00 heure locale · Historique des rencontres | Ceulemans 18e · Degryse 55e · Creve 81e | (1 – 0) |            | Spectateurs : 10 000 Arbitrage : Egil Nervik (no) | Spectateurs : 10 000 Arbitrage : Egil Nervik (no) |
| 11 novembre 1987 · 15:00 heure locale · Historique des rencontres | Rapport                                 |         |            | Spectateurs : 10 000 Arbitrage : Egil Nervik (no) | Spectateurs : 10 000 Arbitrage : Egil Nervik (no) |

## Les joueurs
| Joueurs             | Joueurs           | Amical | QCE 1988 | QCE 1988 | Amical | QCE 1988 | QCE 1988 | QCE 1988 |
| ------------------- | ----------------- | ------ | -------- | -------- | ------ | -------- | -------- | -------- |
| Gardiens de but     |                   |        |          |          |        |          |          |          |
| Gilbert Bodart      | Standard de Liège | 90     |          |          |        |          | r        |          |
| Michel Preud'homme  | KV Malines        | r      | r        | r        | r      | r        | 90       | 90       |
| Jean-Marie Pfaff    | Bayern Munich     |        | 90       | 90       | 90     | 90       |          |          |
| Jacky Munaron       | RSC Anderlechtois |        |          |          |        |          |          | r        |
| Défenseurs          |                   |        |          |          |        |          |          |          |
| Eric Gerets         | PSV Eindhoven     | 90     |          | 90       | 46e    | 90       | 90       |          |
| Georges Grün        | RSC Anderlechtois | 90     | 90       | 90       | 90     | 90       | 90       | 90       |
| Stéphane Demol      | RSC Anderlechtois | 90     | 90       |          |        |          |          |          |
| Patrick Vervoort    | K Beerschot VAV   | 90     | 90       | 90       | 90     | 90 10e   | 90       |          |
| Michel De Wolf      | KAA La Gantoise   | r      | r        |          | r      |          |          |          |
| Leo Clijsters       | KV Malines        |        | 90       | 90       | 90     | 90 65e   | 90       | 90       |
| Philippe Albert     | R Charleroi SC    |        |          | 60e      |        |          | r        |          |
| Michel Renquin      | Standard de Liège |        |          |          | 46e    | 90       |          |          |
| Pascal Plovie       | Royal Antwerp FC  |        |          |          |        |          |          | 46e      |
| Raymond Mommens     | R Charleroi SC    |        |          |          |        |          |          | 90       |
| Franky Dekenne      | KSV Waregem       |        |          |          |        |          |          | 46e      |
| Serge-Didier Kimoni | Club Bruges KV    |        |          |          |        |          |          | r        |
| Milieux             |                   |        |          |          |        |          |          |          |
| Guy Vandersmissen   | Standard de Liège | 90     | 89e      |          | 90     | 70e      | r        |          |
| Enzo Scifo          | RSC Anderlechtois | 90     | 72e      | 90       |        | 70e      |          |          |
| Pier Janssen        | RSC Anderlechtois | 46e    |          | 60e      |        |          |          |          |
| Franky Vercauteren  | RSC Anderlechtois | 90     | 90       | 90       | 90     | r        | 90       |          |
| Jan Ceulemans       | Club Bruges KV    | 46e    |          | 90       | 68e    |          | 90       | 90       |
| Leo Van Der Elst    | Club Bruges KV    | 46e    | 72e      |          |        |          |          |          |
| Franky Van der Elst | Club Bruges KV    |        | 89e      | r        | 90     | 60e      | 90       |          |
| Didier Quain        | RFC Liégeois      |        |          |          | r      |          |          |          |
| Luc Beyens          | Club Bruges KV    |        |          |          |        |          | 55e 50e  | 71e      |
| Paul De Mesmaeker   | KV Malines        |        |          |          |        |          |          | 90,      |
| Peter Creve         | Club Bruges KV    |        |          |          |        |          |          | 71e ,    |
| Attaquants          |                   |        |          |          |        |          |          |          |
| Nico Claesen        | Tottenham Hotspur | 60e    | 90       | 90       | 68e    | 90       | 90       | 90       |
| Daniel Veyt         | KSV Waregem       | 46e    | r        | r        | r      | 60e      | r        |          |
| Dimitri Mbuyu       | KSC Lokeren       | 60e ,  |          |          |        | r        |          |          |
| Erwin Vandenbergh   | Lille OSC         |        | 90       | r        | 68e    |          |          |          |
| Philippe Desmet     | Lille OSC         |        | 90 90e   | 90       | 68e    | 90 60e   | 55e      |          |
| Marc Degryse        | Club Bruges KV    |        |          |          | 90     | 90       | 90       | 90       |
| Marc Van Der Linden | Royal Antwerp FC  |        |          |          |        |          |          | 90       |

Un « r » indique un joueur qui était parmi les remplaçants mais qui n'est pas monté au jeu.
1. 1 2 3 4 5 6 7 8 9  Dernière sélection officielle pour le joueur.
2. 1 2 3 4 5 6 7  Première sélection officielle pour le joueur.
3. 1 2  Premier but officiel pour le joueur.

## Aspects socio-économiques

### Couverture médiatique
| Jour de diffusion | Match                 | Compétition          | Diffuseur francophone | Diffuseur néerlandophone |
| ----------------- | --------------------- | -------------------- | --------------------- | ------------------------ |
| 4 février 1987    | Portugal - Belgique   | Amical               | RTBF                  | BRT                      |
| 1er avril 1987    | Belgique - Écosse     | Championnat d'Europe | RTBF                  | BRT                      |
| 29 avril 1987     | Irlande - Belgique    | Championnat d'Europe | RTBF                  | BRT                      |
| 9 septembre 1987  | Pays-Bas - Belgique   | Amical               | non diffusé           | non diffusé              |
| 23 septembre 1987 | Bulgarie - Belgique   | Championnat d'Europe | RTBF                  | BRT                      |
| 14 octobre 1987   | Écosse - Belgique     | Championnat d'Europe | RTBF                  | BRT                      |
| 11 novembre 1987  | Belgique - Luxembourg | Championnat d'Europe | RTBF                  | BRT                      |

Source : Programme TV dans Gazet van Antwerpen.

## Sources

### Archives
1. ↑  (nl) « Concentra online archief », sur krantenarchief.concentra.be, Mediahuis.